# Sukojati
Sukojati is een bestuurslaag in het regentschap Banyuwangi van de provincie Oost-Java, Indonesië. Sukojati telt 2873 inwoners (volkstelling 2010).